# Sheng nu
Sheng nu (剩女; shèngnǚ, lit. « filles qui restent ») est un terme péjoratif rendu populaire par la Fédération nationale des femmes de Chine pour désigner les femmes qui ne sont toujours pas mariées à la fin de la vingtaine et au-delà,,,. Le terme, uniquement utilisé en Chine, est né d'une directive et d'un programme controversés de l'État mais est encore utilisé pour désigner familièrement les femmes d'autres pays asiatiques, ou d'Inde, ou d'Amérique du Nord,. Il est devenu très présent dans les médias grand public et a fait l’objet de plusieurs séries télévisées, articles de magazines et de journaux et publications de livres, qui mettent l’accent sur les connotations négatives et la récupération positive du terme. Xu Xiaomin du China Daily décrit les sheng nu comme « une force sociale à prendre en compte » et d’autres font valoir que le terme devrait être considéré comme positif pour désigner les « femmes qui réussissent, ». L'argot 3S ou femmes 3S, signifiant « célibataires, années 1970 et coincée » (« single, seventies, stuck ») a également été utilisé à la place de sheng nu,.
L'équivalent pour les hommes, guang gun (光棍, « branches nues »), est utilisé pour désigner les hommes qui ne se marient pas et n’ajoutent donc pas de « branches » à l'arbre généalogique. De la même manière, sheng nan (剩男, « hommes qui restent ») est aussi utilisé,,.

## Contexte

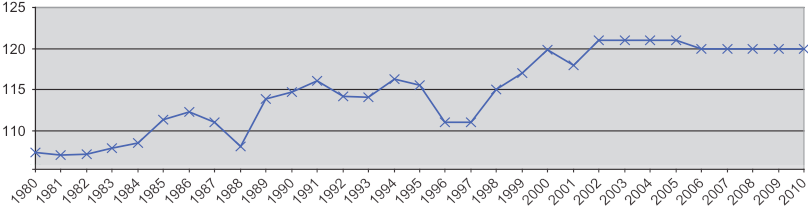
Sex-ratio à la naissance en Chine continentale, nombre d'hommes pour 100 femmes, 1980-2010.

La politique de l'enfant unique (Programme de planification familiale) et l'avortement sélectif en Chine ont provoqué une disproportion croissante de la balance des sexes,. Depuis 1979, date de l’introduction de la politique de l’enfant unique, environ 20 millions d’hommes de plus que de femmes sont nés, soit 120 hommes pour 100 femmes,, et d'ici 2020, la Chine devrait compter 24 millions d'hommes de plus que de femmes. La moyenne mondiale étant de 103 hommes pour 107 femmes.

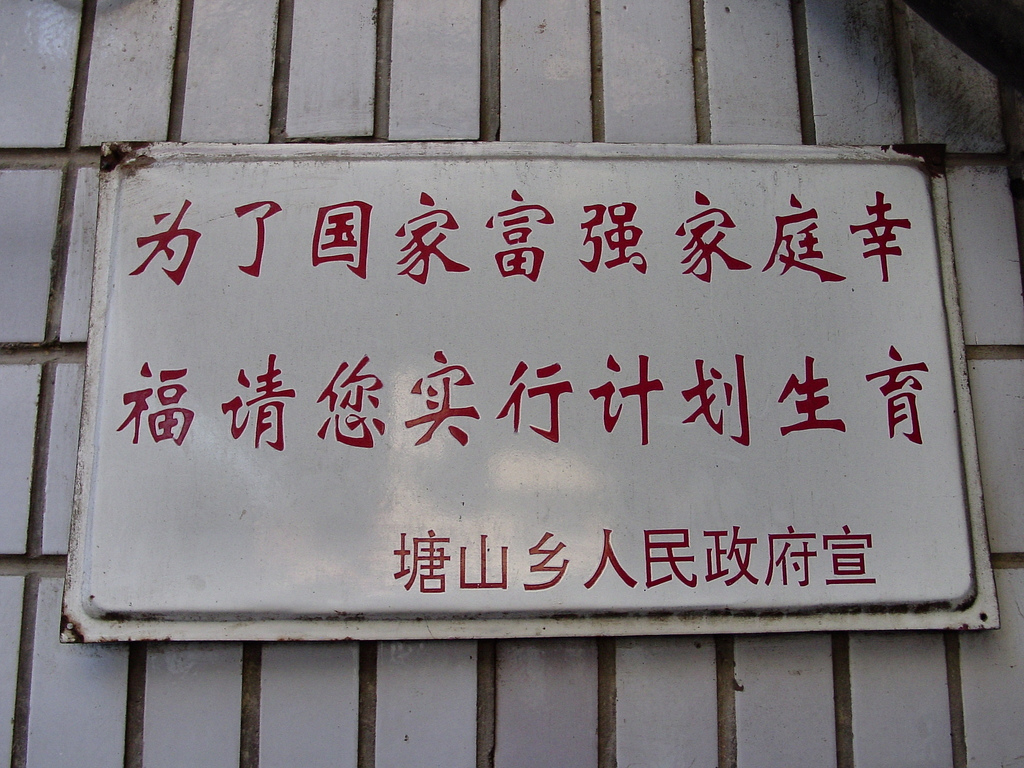
Panneau du gouvernement indiquant : « Pour une nation prospère et puissante et une famille heureuse, veuillez utiliser la planification des naissances ».

Selon le New York Times, le Conseil des affaires de l'État de la république populaire de Chine (Gouvernement populaire central) a publié un « décret » en 2007 reconnaissant que le programme de planification de la population et de la famille (politique de l'enfant unique) avait provoqué un déséquilibre entre les sexes et le qualifie de « menace majeure pour la stabilité sociale ». Le conseil a également cité « l’amélioration de la qualité de la population (suzhi) » comme l’un de ses principaux objectifs et a chargé la Fédération nationale des femmes de Chine, une agence publique créée en 1949 pour « protéger les droits et les intérêts des femmes », de superviser et résoudre le problème.
L'étymologie exacte du terme n'est pas connue avec certitude, mais la plupart des sources fiables la citent comme étant entrée dans le langage courant en 2006. Le China Daily rapporte en 2011 que Xu Wei, la rédactrice en chef du magazine Cosmopolitan Chine, a inventé le terme. Sheng nu signifie littéralement « filles qui restent »,,. En 2007, le ministère de l'Éducation a publié un communiqué définissant les sheng nu comme « toutes les femmes célibataires de plus de 27 ans » et l'a ajouté au lexique national. Le ministère a élargi le sens à « un échec à trouver un mari » en raison des « attentes excessivement élevées des partenaires du mariage » dans une déclaration ultérieure. Selon plusieurs sources, le gouvernement a mandaté la Fédération nationale des femmes de Chine pour publier une série d'articles stigmatisant les femmes célibataires dans la vingtaine,,.
En mars 2011, la Fédération nationale des femmes de Chine a publié un article controversé intitulé « Les femmes qui restent ne méritent pas notre sympathie » peu après la journée internationale des femmes. Un extrait déclare : « Les jolies filles n'ont pas besoin de beaucoup d'éducation pour se marier dans une famille riche et puissante. Mais les filles avec une apparence moyenne ou laide trouveront cela difficile » et « Ces filles espèrent poursuivre leurs études pour augmenter leur compétitivité. La tragédie est qu’elles ne réalisent pas qu’à mesure que les femmes vieillissent, elles valent de moins en moins. Donc, au moment où elles obtiennent leur master ou leur doctorat, elles sont déjà vieilles - comme des perles jaunies ». À l'origine, au moins 15 articles étaient disponibles sur son site Web concernant le sujet des sheng nu, qui ont été supprimés par la suite.

## Chine

### Culture et statistiques

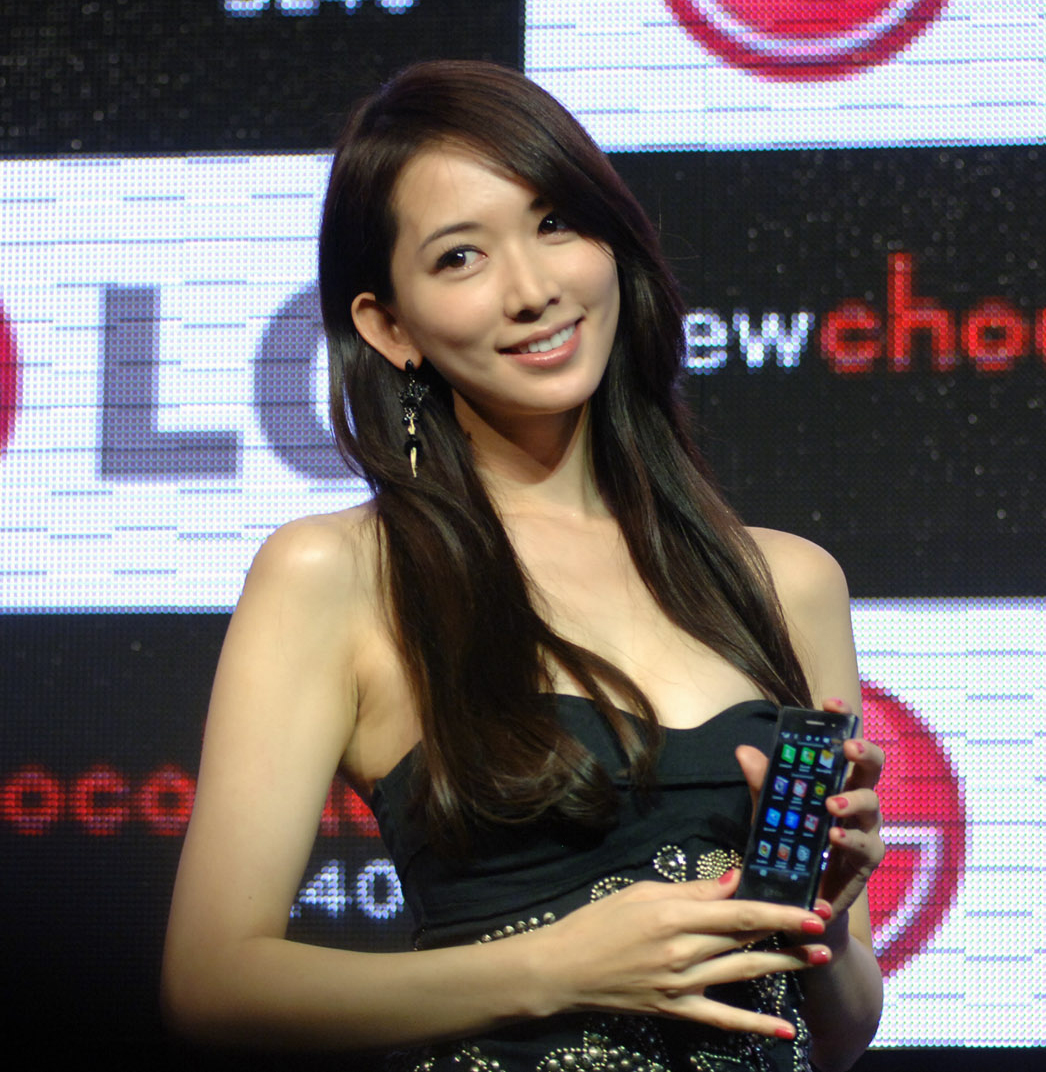
Le mannequin et actrice Lin Chi-ling, née en 1974, représente les « femmes de qualité A » instruites, au succès financier et riches, restées célibataires au-delà de la vingtaine.

Le Bureau national des statistiques de Chine et les chiffres du recensement de l'État indiquent qu'environ 1 femme sur 5 entre 25 et 29 ans reste célibataire. En revanche, la proportion d’hommes célibataires dans cette tranche d’âge est beaucoup plus élevée, se situant autour de 1 sur 3. Dans une enquête nationale chinoise sur le mariage menée en 2010, il est rapporté que 9 hommes sur 10 pensent que les femmes devraient être mariées avant l'âge de 27 ans. 7,4% des Chinoises entre 30 et 34 ans sont célibataires et le pourcentage tombe à 4,6% entre 35 et 39 ans. En comparaison avec d'autres pays voisins ayant des valeurs traditionnelles similaires, ces chiffres placent la Chine parmi les pays où le taux de mariages féminins est le plus élevé. En dépit d'être classés comme un groupe démographique « relativement rare », la culture et les traditions sociales de la Chine placent la question sous le feu des projecteurs.
Une étude sur les couples mariés en Chine révèle que les hommes ont tendance à se marier un niveau socio-économique en-dessous. « Il y a l'opinion que les hommes de qualité A trouveront des femmes de qualité B, les hommes de qualité B trouveront des femmes de qualité C, et les hommes de qualité C trouveront des femmes de qualité D », explique Huang Yuanyuan. « Les personnes qui restent sont des femmes de qualité A et des hommes de qualité D. Donc, si vous êtes une femme qui reste, vous êtes de qualité A ». Un démographe de l'université de Caroline du Nord ayant étudié le déséquilibre entre les sexes en Chine, Yong Cai, note par ailleurs que « les hommes au bas de la société sont exclus du marché du mariage et que les femmes au sommet de la société vont suivre le même modèle ».

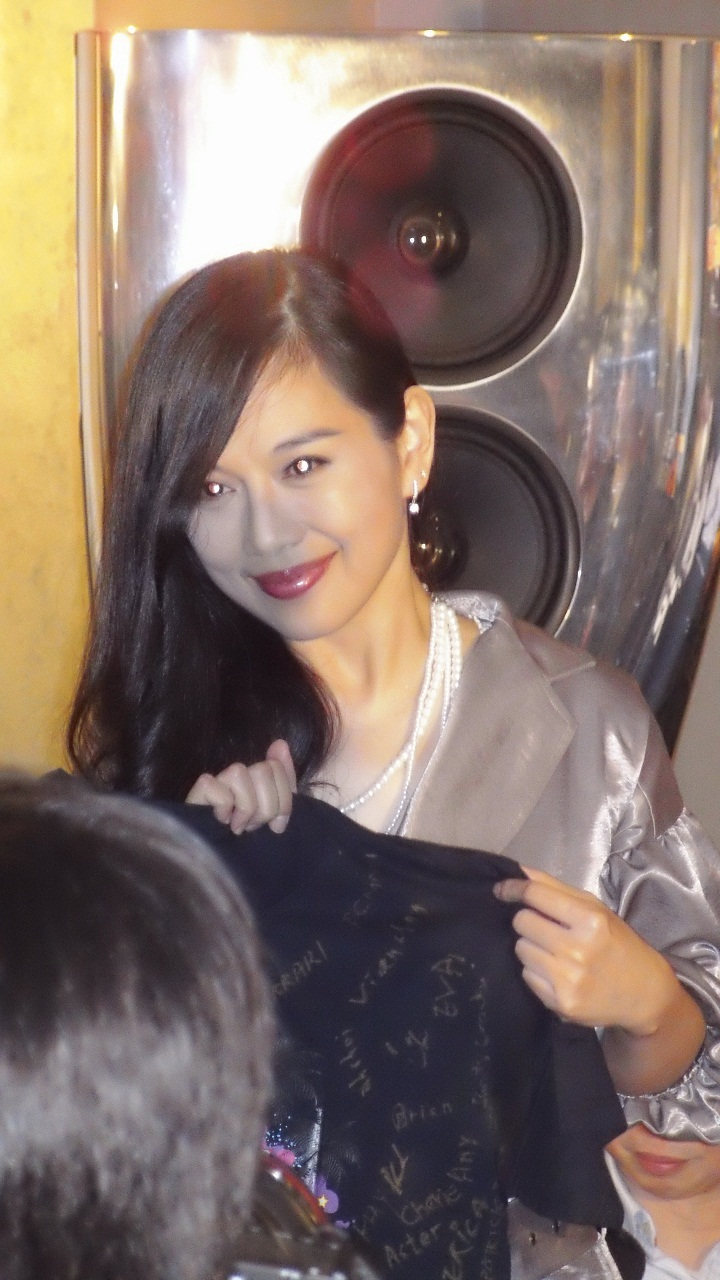
L'actrice hongkongaise joue dans la série TV sino-singapourienne You Are the One où elle interprète la sœur aînée carriériste.

La Chine et de nombreux autres pays asiatiques partagent une longue histoire de vision conservatrice et patriarcale du mariage et de la structure familiale, y compris le mariage à un jeune âge et l'hypergamie,,. La pression de la société et de la famille est une source de critiques, de honte, d’embarras social et d’anxiété sociale chez de nombreuses femmes célibataires. Chen, une femme interrogée par la BBC, déclare que les sheng nu « ont peur que leurs amis et voisins les considèrent comme anormales. Et leurs parents sentiraient aussi qu'ils perdent totalement la face, alors que leurs amis ont déjà des petits-enfants ». Un sentiment similaire est partagé par d'autres femmes en Chine, en particulier parmi les récentes diplômées universitaires. Un article de CNN cite une enquête menée auprès de 900 femmes diplômées universitaires dans 17 universités chinoises, où environ 70% des personnes interrogées déclarent que « leur plus grande peur est de devenir une femme 3S ».
La popularité croissante des femmes célibataires en Chine est largement reconnue comme dû à la classe moyenne éduquée. Les femmes sont plus libres et capables de vivre de manière indépendante par rapport aux générations précédentes. Forbes rapporte qu'en 2013, « 11 des 20 femmes les plus riches du monde sont des femmes chinoises ». En outre, il est mentionné que les femmes PDG chinoises représentent 19% des femmes occupant des postes de direction, ce qui en fait le deuxième rang mondial après la Thaïlande. Un autre résultat notable est la réticence des partenaires masculins à sortir avec des femmes qui réussissent mieux professionnellement qu’eux ou qui ne veulent pas abandonner le travail ou les deux. Une tendance à la croissance rapide des relations sexuelles avant le mariage est fréquemment remarquée parmi les femmes en Chine. En 1989, 15% des femmes chinoises ont eu des relations sexuelles avant le mariage en 2013, soit entre 60 et 70%. Le professeur Li de l'Académie chinoise des sciences sociales indique que cela montre une augmentation des types de relations entre les nouvelles générations en Chine.
Un mouvement en Chine visant à faire bannir le mot de la plupart des sites Web du gouvernement, y compris le site Web de la Fédération nationale des femmes de Chine, est un succès mineur. La formulation est changée en « vieilles femmes célibataires », mais sheng nu reste un terme répandu et courant. Le terme est également adopté par certaines féministes avec l’ouverture de clubs sociaux (en) pour sheng nu. Dans une interview de l'éditrice de mode Sandra Bao pour le Pulitzer Center on Crisis Reporting (en), Bao déclare que « beaucoup de femmes célibataires modernes en Chine jouissent de leur indépendance et se sentent à l'aise pour choisir le bon homme, même en vieillissant ». Elle explique en outre : « Nous ne voulons pas faire de compromis en raison de l'âge ou de la pression sociale ».
Entre 2008 et 2012, la sociologue Sandy To, de l'université de Cambridge, a mené une étude sur la « méthode de la théorie de la terre » en Chine concernant le sujet. Les recherches de To portent sur le « choix du partenaire de mariage » par les femmes professionnelles chinoises sous la forme d'un type psychologique de quatre « stratégies de choix des partenaires » différentes. La principale constatation de l’étude révèle que, contrairement à la croyance populaire selon laquelle les femmes très instruites et célibataires restent célibataires ou ne veulent pas assumer des rôles traditionnels dans le mariage, en raison de leurs préférences personnelles, elles ont généralement envie de se marier mais que leur principal obstacle est l’attitude patriarcale traditionnelle. L'étude souligne également que dans d'autres pays asiatiques tels que le Japon, Singapour, la Corée du Sud, et Taïwan, où les femmes reçoivent une éducation supérieure, l'âge moyen du mariage est beaucoup plus élevé. Le Quotidien du Peuple cite une enquête des Nations Unies de 2012 qui révèle que 74% des femmes au Royaume-Uni et 70% des femmes au Japon sont célibataires entre 25 et 29 ans. Le China Daily publie un article citant les chiffres des Données sur le mariage dans le monde de 2012 des Nations unies, qui rapportent que 38% de femmes aux États-Unis et plus de 50% des femmes en Grande-Bretagne sont célibataires dans la trentaine.

### Dans les médias
Les médias chinois capitalisent sur le sujet avec des émissions de télévision, des vidéos virales, des articles de magazines et de journaux et des polémistes critiquant vivement les femmes d'« attendre un homme avec une maison plus grande ou une voiture plus chère ». La série télévisée Will You Marry Me and My Family (en), diffusée sur CCTV-8, qui s'articule autour du concept des sheng nu dans la mesure où une famille recherche désespérément une future épouse au personnage principal qui est dans la trentaine. Cette série et You Are the One (en) (MediaCorp Channel 8) utilisent des termes frappants tels que « l'économie des sheng nu » et ont en outre amené à une fascination et une obsession du public pour le sujet. Pas sérieux s’abstenir est un jeu télévisé très populaire, vaguement basé sur Taken Out (en), dont l'engouement est crédité venir de « l'obsession nationale » entourant les sheng nu. L'émission est le jeu télévisé le plus regardé en Chine de 2010 et 2013.
En réponse à une vidéo musicale populaire intitulée No Car, No House sur les célibataires chinoises, un autre clip intitulé No House, No Car est réalisé par un groupe de femmes et mis en ligne lors de la Journée internationale de la femme. La vidéo est visionnée plus de 1,5 million de fois au cours des deux premiers jours sur le site de vidéo chinois Youku. D'autres intérêts commerciaux profitent de la situation, comme la popularité croissante des « petits amis à louer ». Le concept est également transformé en une série télévisée populaire appelée Renting a Girlfriend for Home Reunion.
Le sujet fait également l'objet d'œuvres littéraires. L'auteure hongkongaise Amy Cheung (en) du roman à succès Hummingbirds Fly Backwards (三个A Cup的女人) dépeint les angoisses de trois femmes célibataires sur le point d'avoir 30 ans.

### Longévité du terme et conséquences
Les experts théorisent également sur la longévité du terme étant donné que la Commission nationale de la population et du planning familial s'efforce d'éliminer progressivement la politique de l'enfant unique en faveur d'une « politique de planification familiale appropriée et scientifique » dans laquelle la limite du nombre d'enfants peut être augmentée,. He Feng dans le China Daily souligne que « le phénomène sheng nu n'est en rien comparable aux mouvements féministes en Occident, dans lesquels les femmes exigent consciemment des droits égaux en matière d'emploi et cherchent l'indépendance ». Au contraire, le changement est « subtil » et il sera « peut-être, des décennies plus tard, considéré comme symbolique du progrès social en Chine et comme un tournant dans le rôle des femmes dans la société ».
Dans un article du South China Morning Post, il est conclu que « avec une pression croissante et des espoirs de plus en plus faibles d’accomplir à la fois ses ambitions professionnelles et personnelles pour des femmes comme Xu, le désir de tout quitter devient de plus en plus fort avec le temps. Sans femmes comme elle, cependant, le continent (Chine continentale) sera laissé non seulement avec une économie plus faible, mais un plus grand nombre d’hommes frustrés ».
Le taux de divorce à Shanghai et Pékin, les deux centres économiques les plus peuplés de Chine, augmente régulièrement depuis 2005, atteignant 30% en 2012. Cela, en plus d'autres facteurs contributifs tels que les rencontres en ligne et la mobilité ascendante des personnes, est attribué au retard de l'âge moyen du mariage en Chine à 27 ans, alors qu'il était de 20 ans en 1950, le rendant plus proche des tendances mondiales du mariage.

## Dans d'autres cultures

### Aux États-Unis
Des comparaisons ont été faites en 1986 par Newsweek selon qui « les femmes non mariées à 40 ans ont plus de chances d'être tuées par un terroriste que de trouver un mari, ». Newsweek présente finalement ses excuses pour l'article et lance en 2010 une étude qui révèle que deux femmes sur trois âgées de 40 ans et célibataires en 1986 s'étaient mariées depuis,. L'article avait provoqué une « vague d’anxiété » et un certain « scepticisme » parmi les femmes aux États-Unis,. L’article est cité à plusieurs reprises dans le film Nuits blanches à Seattle (1993) avec Tom Hanks et Meg Ryan,. Le Quotidien du Peuple rapporte une étude des Nations unies, mentionnée plus haut, qui révèle que près de la moitié des femmes entre 25 et 29 ans sont célibataires aux États-Unis en 2012.
Le terme « bachelorette » est utilisé pour décrire toute femme non mariée qui est encore célibataire. La téléréalité américaine à succès The Bachelorette (en) capitalise sur le mariage souvent réussi des femmes d'affaires dans leur milieu à la fin de la vingtaine avec d'autres bachelors éligibles.
L'ancienne député-maire de Los Angeles, Joy Chen, une sino-américaine, a publié un livre intitulé Ne pas se marier avant l'âge de 30 ans (2012), un best-seller de la culture pop qui est commandé et publié par le gouvernement chinois en tant que livre d’entraide pour les femmes célibataires. Dans un entretien antérieur avec le China Daily, elle déclare : « Nous ne devrions pas simplement essayer de trouver un « Mr. Parfait », mais un « Mr. Parfait pour toujours ». La même année, Chen est nommée femme de l'année par la Fédération nationale des femmes de Chine ».

### Autres pays

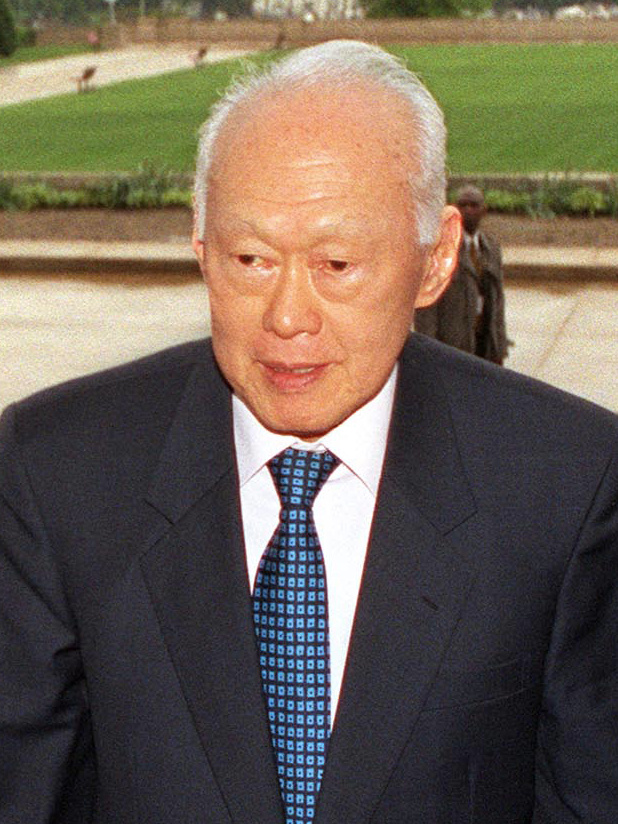
L'ancien Premier ministre de Singapour Lee Kuan Yew en visite aux États-Unis en 2002.

Singapour est connu pour avoir traversé une période similaire. En 1983, le Premier ministre de Singapour de l'époque Lee Kuan Yew déclenche le « grand débat sur le mariage » lorsqu'il encourage les hommes de Singapour à choisir des femmes hautement éduquées comme épouses. Il craint le fait qu'un grand nombre de femmes diplômées ne soient pas mariées. Certaines sections de la population, y compris les femmes diplômées, sont assez choquées par ses opinions. Néanmoins, une agence de rencontres, le Réseau de développement social (en), est créé pour promouvoir la socialisation des hommes et des femmes diplômés. Dans le « programme des mères diplômées », Lee met également en place des mesures incitatives telles que des réductions fiscales, une scolarisation et des priorités en matière de logement pour les mères diplômées ayant trois ou quatre enfants, à contre-courant de la campagne de planification familiale « Arrêter à deux », qui a connu du succès dans les années 1960 et 70. À la fin des années 1990, le taux de natalité était si bas que le successeur de Lee, Goh Chok Tong, a étendu ces incitations à toutes les femmes mariées et a encore plus d'incitations, telles que le système de primes pour nouveau-nés. Lee réaffirme sa position controversée dans ses mémoires personnels, From Third World to First, « de nombreuses Singapouriennes bien éduquées ne se sont pas mariées et n'ont pas eu des enfants ».
L'étude des Nations unies de 2012 citée par le Quotidien du Peuple rapporte qu'en Grande-Bretagne 74% et au Japon 70% de toutes les femmes entre 25 et 29 ans sont célibataires. Un article similaire dans le Quotidien du Peuple traite de la réception du concept de sheng nu à celui de citoyens du net en dehors de la Chine, en particulier en Asie, en Corée, au Japon et en Inde. Un internaute japonais note que dans les années 1980, le terme « gâteaux de Noël » était couramment utilisé pour désigner les femmes célibataires et qui avaient dépassé l'âge moyen national des femmes mariées. La véritable référence aux gâteaux de Noël est le dicton « qui veut des gâteaux de Noël après le 25 décembre ». Une autre contributrice écrit en Inde : « une classe de femmes de 27 ans et plus, très éduquées et indépendantes, qui choisissent de vivre une vie plus libre et de mettre leur talent/compétence au service de la société ». « Les gens doivent faire leurs propres choix, doivent simplement refuser les étiquettes des autres et être joyeusement heureux », explique-t-elle encore. Alternativement, pour les hommes au Japon, le terme d'hommes herbivores est utilisé pour décrire les hommes qui n'ont aucun intérêt à se marier ou à trouver une petite amie,.
Le China Daily pose la question « Les femmes qui restent sont-elles un phénomène propre à la Chine ? » dans sa colonne d'opinions. Les lecteurs citent leurs propres expériences en déclarant universellement qu'ils ressentent aussi des pressions sociétales et familiales dans la trentaine et la quarantaine pour se marier. Yong Cai, qui a étudié le déséquilibre entre les sexes en Chine à l'université de Caroline du Nord déclare : « Le phénomène sheng nu est similaire aux tendances que nous avons déjà observées dans le monde, dans des pays allant des États-Unis au Japon, où l’enseignement supérieur et le plein emploi donnent aux femmes plus d’autonomie ». Cai cite des études qui montrent que les femmes violent désormais la tradition du « mariage obligatoire », elles ont moins d'enfants ou se marient plus tard dans la vie.
D'autres termes similaires encore utilisés dans le lexique moderne d'autres pays et cultures montrent que le concept a existé dans certains cas dès le XVIe siècle. Le terme « vieille fille » est utilisé pour décrire les femmes non mariées ou célibataires et en âge de se marier. Ce n'est qu'en 2004 que la loi sur le partenariat civil (en) remplace le mot « vieille fille » (spinster ) par « célibataire » (single) dans la section « Historique des relations » des certificats de mariage au Royaume-Uni. Par la suite, en pleine période de la révolution industrielle, l'expression « surplus de femmes (en) » est utilisée pour décrire l'excès de femmes célibataires en Grande-Bretagne.
« Catherinettes » est un surnom français traditionnel pour les femmes de 25 ans et plus qui n'étaient pas encore mariées à la fête de Sainte Catherine d'Alexandrie le 25 novembre. L'expression française « coiffer sainte Catherine », signifiant « rester vieille fille », est également associée à cette tradition.